# Leptoteratura sugonjaevi
Leptoteratura sugonjaevi är en insektsart som beskrevs av Andrej Vasiljevitj Gorochov 1994. Leptoteratura sugonjaevi ingår i släktet Leptoteratura och familjen vårtbitare. Inga underarter finns listade i Catalogue of Life.